# Aidu (Pajusi)
Aidu – wieś w Estonii, w prowincji Jõgeva, w gminie Pajusi.